# Андрійчикове
Андрі́йчикове — село в Україні, у Прибужанівській сільській громаді Вознесенського району Миколаївської області. Населення становить 111 осіб. До 2016 року орган місцевого самоврядування — Тімірязєвська сільська рада.